# Pentagonia costaricensis
Pentagonia costaricensis là một loài thực vật có hoa trong họ Thiến thảo. Loài này được (Standl.) W.C.Burger & C.M.Taylor mô tả khoa học đầu tiên năm 1993.